# العلاقات السلوفاكية الليختنشتانية
العلاقات السلوفاكية الليختنشتانية هي العلاقات الثنائية التي تجمع بين سلوفاكيا وليختنشتاين.

## مقارنة بين البلدين
هذه مقارنة عامة ومرجعية للدولتين:
| وجه المقارنة                                              | سلوفاكيا                                                       | ليختنشتاين                                 |
| --------------------------------------------------------- | -------------------------------------------------------------- | ------------------------------------------ |
| المساحة (كم2)                                             | 49.03 ألف                                                      | 16                                         |
| عدد السكان (نسمة)                                         | 5.44 مليون                                                     | 37.47 ألف                                  |
| الكثافة السكانية (ن./كم²)                                 | 110.95                                                         | 234.19 ألف                                 |
| العاصمة                                                   | براتيسلافا                                                     | فادوتس                                     |
| اللغة الرسمية                                             | اللغة السلوفاكية                                               | اللغة الألمانية                            |
| العملة                                                    | كرونة سلوفاكية، يورو                                           | فرنك سويسري                                |
| الناتج المحلي الإجمالي (بليون دولار)                      | 95.77 مليار                                                    | 6.29 مليار                                 |
| الناتج المحلي الإجمالي (تعادل القوة الشرائية) بليون دولار | 162.34 مليار                                                   |                                            |
| الناتج المحلي الإجمالي الاسمي للفرد دولار أمريكي          | 16.09 ألف                                                      |                                            |
| الناتج المحلي الإجمالي للفرد دولار أمريكي                 | 30.46 ألف                                                      |                                            |
| مؤشر التنمية البشرية                                      | 0.844                                                          | 0.908                                      |
| رمز المكالمات الدولي                                      | +421                                                           | +423                                       |
| رمز الإنترنت                                              | .sk                                                            | .li                                        |
| المنطقة الزمنية                                           | توقيت وسط أوروبا، ت ع م+01:00، ت ع م+02:00، أوروبا/براتيسلافا ‏ | توقيت وسط أوروبا، ت ع م+01:00، ت ع م+02:00 |

## منظمات دولية مشتركة
يشترك البلدان في عضوية مجموعة من المنظمات الدولية، منها:
| علم المنظمة | اسم المنظمة                    | تاريخ انضمام سلوفاكيا | تاريخ انضمام ليختنشتاين |
| ----------- | ------------------------------ | --------------------- | ----------------------- |
|             | الاتحاد البريدي العالمي        | ?                     | ?                       |
|             | الاتحاد الدولي للاتصالات       | 23 فبراير 1993        | 25 يوليو 1963           |
|             | منظمة حظر الأسلحة الكيميائية   | ?                     | ?                       |
|             | منظمة التجارة العالمية         | ?                     | ?                       |
|             | منظمة الأمن والتعاون في أوروبا | 1993                  | 25 يونيو 1973           |
|             | منظمة الشرطة الجنائية الدولية  | ?                     | ?                       |
|             | الأمم المتحدة                  | 19 يناير 1993         | 18 سبتمبر 1990          |

## وصلات خارجية
- موقع وزارة الخارجية السلوفاكية